# Ñusta Huillac
La Ñusta Huillac fue una lideresa incaica que se rebeló contra los españoles en Chile en la década de 1540, en lo que es ahora la provincia de Tarapacá. Fue apodada La Tirana, debido a su presunto maltrato a los prisioneros. Su vida y muerte generó una mito vinculado a la Fiesta de La Tirana en el norte de Chile.

## Etimología
El término ñusta proviene de las lenguas quechuas y era el nombre que le daban a las princesas del linaje de los incas. 

## Leyenda
Según la leyenda recogida y popularizada por el historiador ariqueño Rómulo Cúneo Vidal, Diego de Almagro, en su recorrido hacia la conquista de Chile desde el Cuzco, llevaba en su tropa a grupo de yanaconas incas para extraer plata en Huantajaya. Entre sus cautivos estaba un príncipe incaico llamado Huillac Huma, quien también era el último gran sacerdote que rendía culto al Inti; junto a él, iba su hermosa y joven hija, la Ñusta Huillac. Cuando la tropa estaba en un lugar cercano del actual pueblo de Pica, muchos de los incas huyeron hacia la pampa del Tamarugal, entre ellos, la Ñusta Huillac y su padre, quien murió durante la huida. Refugiada en los bosques de tamarugos, la Ñusta Huillac organizó una rebelión para restablecer el poder de su nación. Tanto miedo que le llegaron a tener los españoles que la nombraron "La Tirana del Tamarugal" por supuestamente torturar a sus prisioneros de guerra. 
Un día llegó un joven expedicionario portugués llamado Vasco de Almeida, quien se había perdido en su camino hacia la "Mina del Sol" y fue convertido en uno de los prisioneros de la Ñusta Huillac. Sin embargo, el enamoramiento entre la lideresa incaica y el portugués fue inmediato. Almeida, con el propósito de que su amor dure para siempre, convenció a la Ñusta Huillac para que se bautice, acción que enfureció a sus súbditos, quienes, sintiéndose traicionados, decidieron matarla junto a su amado a punta de flechas. Antes de morir, la joven princesa pidió un último favor, que los enterraran juntos; en este lugar se colocó una cruz. En 1540, el misionero mercedario fraile Antonio de Rendón encontró la tumba y levantó en el mismo sitio una ermita a la Virgen del Carmen llamada La Iglesia de la Tirana.

## En la cultura popular
- La Tirana, una localidad ubicada en la comuna de Pozo Almonte, en la Región de Tarapacá, Chile, fue nombrada en honor de la Ñusta Huillac.
- Se dice que la leyenda de la Ñusta Huillac dio origen a las tradiciones de la Fiesta de la Tirana a la Virgen del Carmen que se celebra el 16 de julio de cada año.[2]
- En el año 2012, se estrenó un cortometraje hecho en Chile basado en la historia de esta leyenda llamada Ñusta Huillac, La Tirana. La actriz peruana Magaly Solier es la protagonista que interpreta a la princesa inca.